# おおたかの森南
おおたかの森南（おおたかのもりみなみ）は、千葉県流山市にある町名。現行行政地名はおおたかの森南一丁目からおおたかの森南三丁目。郵便番号は270-0114。

## 地理
流山市の中部に位置する。つくばエクスプレス開業により、宅地開発が進み新町名として誕生した。北をおおたかの森北、西をおおたかの森西、東をおおたかの森東に接する。

## 歴史

### 沿革
- 2019年（令和元年）5月11日 - 西初石6丁目の大部分と、大字市野谷の一部から新町名としておおたかの森南一丁目から三丁目が成立[3]。

### 町名の変遷
| 実施後                   | 実施年月日    | 実施前（各大字・小字ともその一部）                        |
| ------------------------ | ------------- | --------------------------------------------------------- |
| 大字おおたかの森南一丁目 | 2019年5月11日 | 大字市野谷字入台・牛飼沢・立野、西初石6丁目               |
| 大字おおたかの森南二丁目 | 2019年5月11日 | 大字市野谷字向山・牛飼沢・二反田・牛飼・立野、野々下1丁目 |
| 大字おおたかの森南三丁目 | 2019年5月11日 | 大字市野谷字向山・三嶋・入台・牛飼沢・二反田・牛飼・立野  |

## 交通

### 鉄道
最寄駅はつくばエクスプレス・東武野田線流山おおたかの森駅である。

## 施設
- 流山おおたかの森 S・C
- 西初石近隣公園
- 市野谷 水鳥の池
- 市野谷向山遺跡